# Juan Gris
Juan Gris (n. 23 martie 1887, Madrid, Noua Castilie⁠(d), Spania – d. 11 mai 1927, Boulogne-Billancourt, Franța), pe numele său adevărat José Victoriano Carmelo Carlos González-Pérez, a fost un pictor spaniol care, alături de Pablo Picasso și Georges Braque, a fost unul din principalii reprezentanți ai cubismului. Juan Gris a pictat mai ales compoziții cu natură moartă, folosind în construcția tablourilor colajelor alăturate sau suprapuse.

## Viața și opera
Juan Gris s-a născut la 23 martie 1887 în Madrid, cu numele José Victoriano González Pérez, fiu al unui negustor înstărit. Tânărul manifestă de timpuriu talent pentru desen și în anul 1902 intră la școala de arte "Escuela de Artes y Manufacturas" din Madrid. După doi ani, părăsește școala pentru a studia în atelierul lui José Moreno Carbonero, sub îndrumarea căruia, mai târziu, va studia și Salvador Dalí. Își câștigă existența cu ilustrații de cărți, printre care ediția de poezii ale lui José Santos Chocanos. Începe să-și semneze operele cu pseudonimul artistic "Juan Gris".
În anul 1906, Juan Gris părăsește Spania și pleacă la Paris. Primii ani petrecuți aici stau sub semnul artei cu scop financiar, executând desene umoristice și caricaturi pentru reviste ilustrate. Doi ani mai târziu se stabilește în "Bateau-Lavoir" din Montmartre. Atelierele din Bateau-Lavoir erau în acest timp locul de întâlnire al multor tineri pictori și literați. Acolo se întâlnește cu Pablo Picasso și Georges Braque, precum și cu Guillaume Apollinaire, André Salmon și Max Jacob. Juan Gris începe cu adevărat să picteze spre sfârșitul anului 1910, și este cucerit de maniera cubistă, concentrându-se pe stilul analitic. 

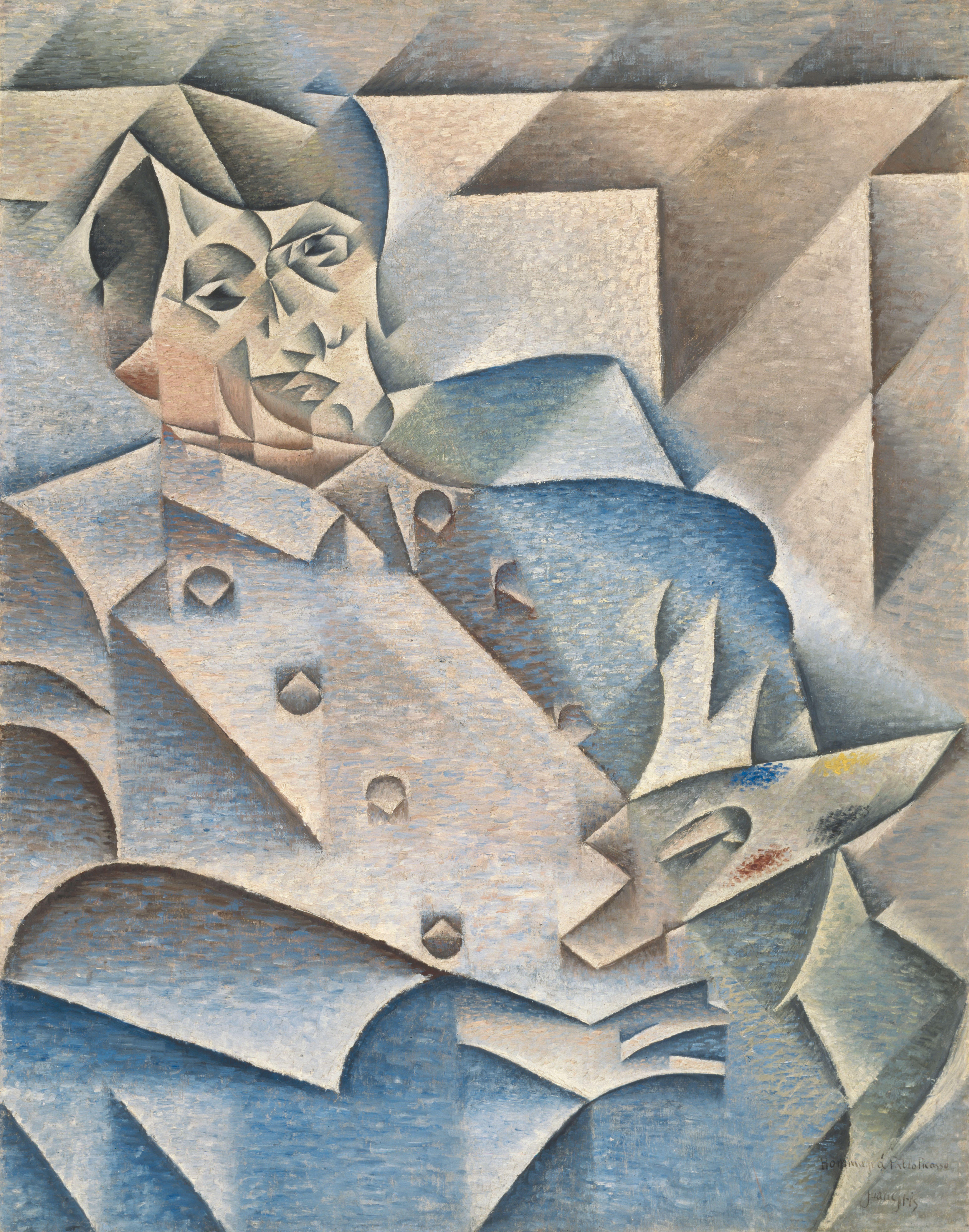
Juan Gris - Portretul lui Pablo Picasso, 1912 - Colecţia Leigh Block, Chicago

Cu ajutorul galeristului Daniel-Henry Kahnweiler, începe să expună la diverse expoziții, mai întâi la Salonul Artiștilor Independenți, împreună cu cercul artiștilor de orientare cubistă, apoi la expoziția "Section d'Or". Unul din primele sale tablouri îl reprezintă pe Picasso.
În vara anului 1913 Gris pleacă la Céret unde îl va întâlni pe Picasso. Pentru Juan Gris începe perioada cubistă sintetică. Împreună cu Picasso și Braque descoperă noi mijloace de expresie. În tehnica sa introduce elemente ca hârtia de ziar, tapete și cioburi, realizează așa zisele "Papiers collés", din care vor rezulta mai târziu colajele (collages). In anul 1914, în timpul unei călătorii în sudul Franței, se întâlnește cu Henri Matisse, a cărui tehnică picturală îi va influența în mod decisiv propria sa creație.
Începând cu anul 1916, în opera lui Juan Gris predomină viziunea arhitecturală, în tablourile sale pune acum mai mult accent pe forme decât pe culoare.
În anul 1919, galeristul Rosenberg organizează prima expoziție personală a pictorului - vor fi prezentate circa cincizeci de tablouri. În afară de pictură, Gris se ocupă în egală măsură de gravură și ilustrații; execută totodată și sculpturi din tablă tăiată, influențat de sculptorul Jacques Lipchitz. În plus realizează decoruri și costume pentru unul din spectacolele de balet ale lui Serghei Djaghilev cu "Les Ballets Russes" și pentru opera "La Colombe" a lui Charles Gounod. În 1924 va ține un important curs la Sorbona în timpul căruia își expune propriile teorii referitoare la artă.
Din anul 1925 sănătatea sa se deteriorează. Doi ani mai târziu, la 11 mai 1927, moare de leucemie.

### Galerie

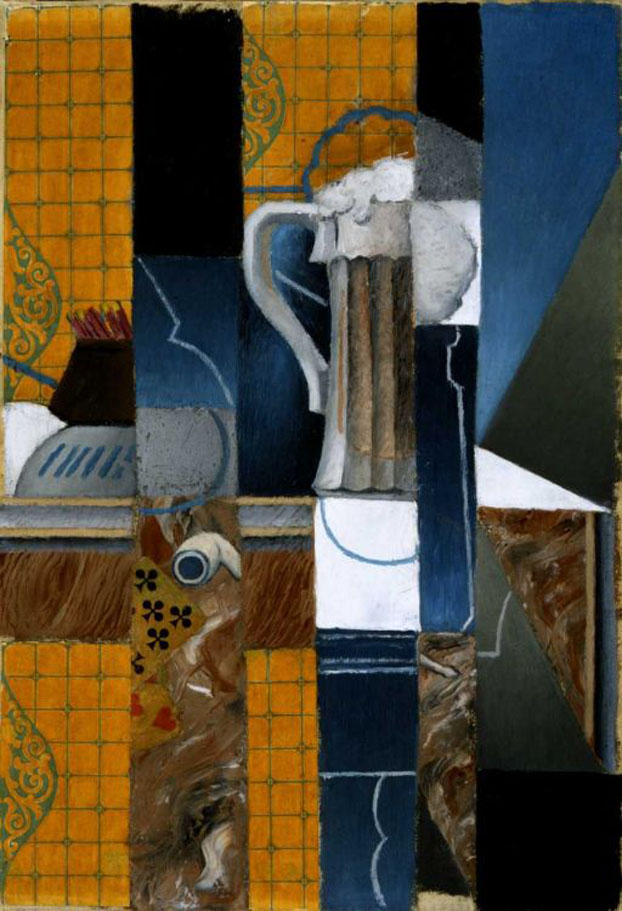
Pahar de bere şi joc de cărţi, 1913 - Columbus Museum of Art, Ohio
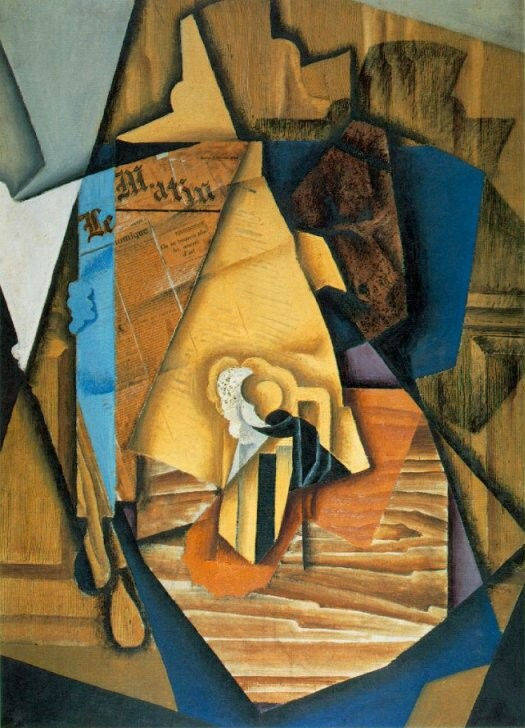
Bărbat în cafenea, 1914 - Museum of Modern Art, New Jork
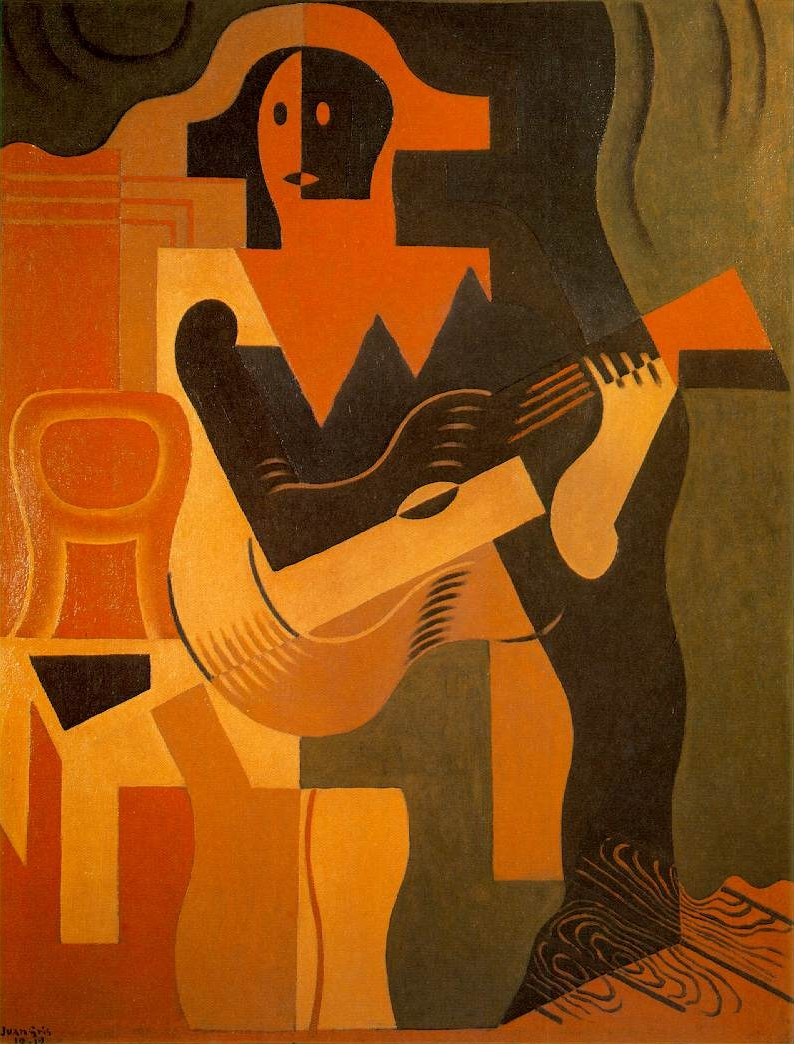
Arlequin cu guitară, 1919 - Galerie Louise Leiris, Paris